# Елам (син на Сим)
Елам (Elam, (/ˈiː.ləm; עֵילָם) в Еврейската Библия (Битие: 10:22, Ездра 4:9) е първият син на Сим и внук на Ной.
Баща му Сим е първороден син на Ной. Елам има четири братя. Той е прародител на еламитите. Той създава древното царство Елам в днешен южен Иран на устието на Ефрат и Тигър със столицата Суза.